# مرد و اسلحه
مرد و اسلحه نمایشنامه‌ای کمدی است از جرج برنارد شاو که عنوانش برگرفته از واژگان آغازین انه‌ایدِ ویرژیل است. این عبارت به لاتین به صورت Arma virumque cano و به معنی «اسلحه‌ها و مردی که من می‌خوانم» است.
این نمایشنامه نخستین بار در ۲۱ آوریل ۱۸۹۴ در تئاتر پلی‌هاوس تولید شد و در ۱۸۹۸ به عنوان بخشی از نمایشنامه‌های خوشایند منتشر شد که در مجموعهٔ آن آثار دیگری مانند کاندیدا، هرگز نمی‌توانی بگویی و مرد سرنوشت نیز وجود دارد. مرد و اسلحه نخستین دست‌آورد تجاری شاو بود به گونه ای که پس از نمایش او به بالای سن فراخوانده می‌شد و مورد تشویق تماشاگران قرار می‌گرفت.

## به فارسی
سیمین دانشور این نمایشنامه را با نام سرباز شکلاتی به فارسی درآورده است. این ترجمه نخستین بار به کارگردانی الول ساتن در اردیبهشت ۱۳۲۶ در تالار گرین روم تهران با بازی بهرام دریابیگی و محمدعلی ایثاری و صادق چوبک و نظام شفا و ملوک کریک و ایران میکل‌زاده و پری خلیلی به نمایش درآمد.
علاءالدین پازارگادی این نمایشنامه را با نام مرد و اسلحه به فارسی درآورده است.